# Faceshopping
Faceshopping è un singolo della musicista e cantante britannica Sophie, pubblicato il 16 febbraio 2018 dalla Future Classic come terzo estratto dal primo album in studio Oil of Every Pearl's Un-Insides.

## Tracce
1. Faceshopping – 4:09